# Mauro Roman
Mauro Roman (* 27. März 1954 in Triest) ist ein ehemaliger italienischer Vielseitigkeitsreiter.

## Werdegang
Roman nahm mit seinem Pferd Dourakine 4 an den Olympischen Sommerspielen 1980 in Moskau teil und errang dort beim Vielseitigkeitsreiten im Mannschaftswettkampf die Silbermedaille. Im Einzel belegte er den achten Platz.

## Persönliches
Sein Bruder Federico und seine Neffen Luca und Pietro nahmen ebenfalls an Olympischen Sommerspielen teil.